# Trường trung học số 6, Bydgoszcz
Trường trung học số 6 là một trường trung học Ba Lan ở Bydgoszcz, tọa lạc tại  số 4 đường Staszica. Tổ chức này nằm gần tòa nhà Ignacy Jan Paderewski Pomeranian Philharmonic, Học viện âm nhạc Bydgoszcz - "Feliks Nowowiejski" và Trường âm nhạc Bydgoszcz. Không xa trường trung học số 6 là St. Vincent de Paul Basilica và Cyprian Norwid Trường trung học số 1. Tòa nhà được đăng ký trong Danh sách Di sản Voivodeship của Kuyavian-Pomeranian.
Giám đốc hiện tại là bà Wiesława Burlińska.

## Lịch sử
Tòa nhà này được xây dựng từ năm 1908 đến 1910, dưới sự thúc đẩy của Hội đồng thành phố Bromberg, được hỗ trợ tài chính bởi "Công ty vận chuyển Bromberg SA" (tiếng Đức: Bromberger Schleppschiffahrt Aktien Gesellschaft). Công ty rất giàu có và có ảnh hưởng trong kinh doanh thành phố, nhờ giao thông vận tải đường sông trên sông Brda và Vistula, nó có trụ sở tại Cung điện LLoyd tại số 17 phố Grodzka. 

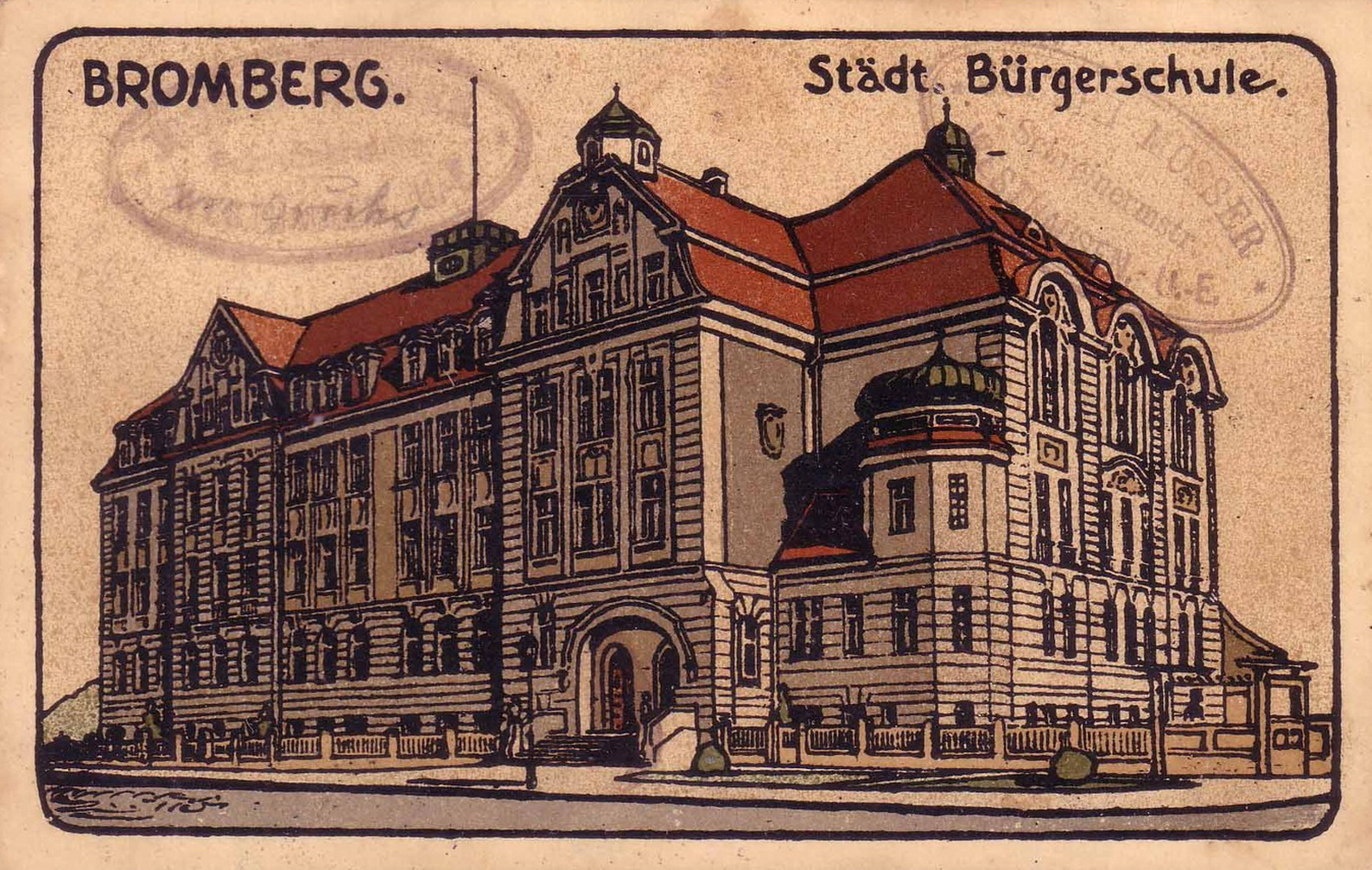
Trường trung học trên bưu thiếp năm 1914

Carl Meyer, một kiến trúc sư địa phương nổi tiếng, đã được yêu cầu thiết kế tòa nhà. Như thường lệ vào thời điểm này, ông đã ủy thác dự án ban đầu cho một trong những cộng tác viên của mình, kiến trúc sư Otto Brech. Ở Bydgoszcz, Brech cũng thực hiện việc xây dựng Trường Nghệ thuật Ứng dụng (1910-1912) tại số 37, đường Swiętej Trojcy.
Năm 1911, tổ chức của Đức mở trường Braesicke Straße 8/11, trước đó lấy tên là Stätische knabenmittelschule (trường trung học thành phố dành cho nam), sau đó là Trường học dành cho nam sinh viên (tiếng Đức: Bürgerschule).

### 1920-1939
Trong thời gian này, tòa nhà là trụ sở của Trường trung học Nhân văn dành cho nữ (tiếng Ba Lan: Żeńskie Gimnazjum Humanistyczne) của Bydgoszcz. Vào ngày 4 tháng 3 năm 1922, nhà nguyện của trường được khánh thành. Vào năm 1924, những học sinh đầu tiên đã vượt qua kỳ thi Matura.
Học sinh rất năng động: năm 1929, họ thành lập một hiệp hội Thuộc địa mùa hè và một quỹ học bổng vĩnh viễn, để giúp đỡ các bạn học nghèo của họ. Kết quả là xây dựng được một nhà nghỉ, khánh thành vào ngày 2 tháng 8 năm 1932. Vào tháng 5 năm 1934, các sinh viên đã chỉnh sửa một tạp chí của trường, "Những cô gái mặc đồng phục".

### Thế chiến thứ hai[2]
Tòa nhà đã che chở cho một số tổ chức:
- năm 1939, một trường tiểu học Ba Lan (vài tháng)
- một trường học Đức trong thời gian Ba Lan bị chiếm đóng
- năm 1945, một bệnh viện quân đội

### Thời kỳ hậu chiến
Tháng 9 năm 1945, tòa nhà được Trường Trung học Thành phố tiếp quản.
Trường trung học số 6 được thành lập ngày 1 tháng 9 năm 1948. Ban đầu tọa lạc tại Olszewskieko đường 20, (ngày nay là đường Kordeckiego). Nó được di rời vào tháng 8 năm 1950, đến tòa nhà hiện tại ở Staszica đường 4. Ngôi trường mới là trường đầu tiên trong khu vực được tạo ra bởi Hiệp hội bạn bè trẻ em, một hiệp hội phi chính phủ dẫn đầu các hoạt động vì lợi ích cho trẻ em (1919). Nó dành cho cho học sinh từ 7 đến 18 tuổi.
Năm 1950, trường chuyển đến cơ sở mới, đổi tên thành Trường trung học số VI. Năm 1958, Bộ Giáo dục đã phê duyệt tên người bảo trợ của nó, Jan và Jędrzej Sniadecki, và biểu ngữ của nó. Từ giữa những năm 1960, tổ chức này chuyển sang học chương trình Trung học. Vào tháng 9 năm 1973, chỉ còn trường trung học số VI ở trong tòa nhà.

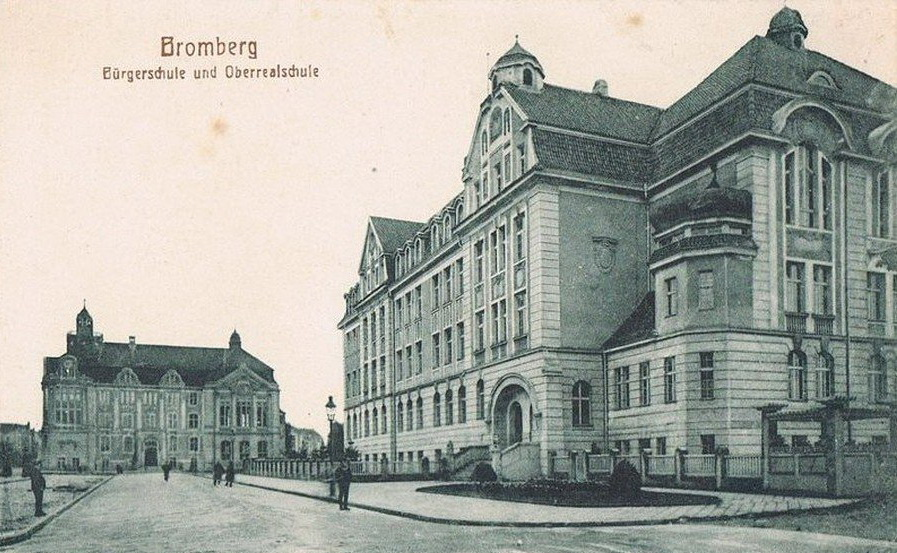
1915, nơi học tập và tòa nhà Copernicanum

### Từ năm 1990[2]
Hầu hết các phát triển quan trọng của cơ sở đã diễn ra trong những năm 1990. Vào ngày 6 tháng 12 năm 1991, trường trung học số 6 đã được nhận vào Hiệp hội các trường sáng tạo (tiếng Ba Lan: Towarzystwo Szkół Twórczych-TST).Đây là một phong trào cải cách giáo dục ra đời vào những năm 1980 tại trường trung học số 40 ở Warsaw. Ngày nay, tổ chức này đã liên kết 30 trường trung học trên khắp Ba Lan.
Các điều khoản tham chiếu của hiệp hội TST quy định việc thực hiện bởi Trường trung học VI LO theo một số quy tắc, trong đó:
- áp dụng đổi mới và chương trình tổ chức do TST phát triển;
- có chương trình giáo dục, cả thành thị và nông thôn;
- tổ chức một câu lạc bộ phát huy tài năng và một câu lạc bộ giáo viên sáng tạo;
- mở lớp "0" giảng dạy bằng tiếng Đức;
- phát triển sự tham gia tích cực của đội ngũ giảng viên, và đặc biệt là giám đốc, trong công việc của Hiệp hội các trường học sáng tạo;
- phổ biến các sáng kiến giảng dạy TST trong khu vực Bydgoszcz.

Kể từ những năm 1990, Trường trung học số 6 được tin tưởng xếp vào thứ hạng cao trong các cuộc thi của Ba Lan (và UNESCO, Olympic). Hầu như mỗi năm, nó đều chiếm vị trí thứ hai trong bảng xếp hạng khu vực và vị trí đầu tiên ở Bydgoszcz.
Năm 1999, Gimnazjum số 50 được thành lập, với tư cách là một tổ chức trong trường trung học VI, và ba năm sau (2002), trường trung học số 6 (tiếng Ba Lan: Zespół Szkół Ogólnokształcących (ZS) nr 6) được thành lập, liên kết cả hai tổ chức.
Vào năm học 2007/2008, trường trung học số 6 đã mở các lớp "học thuật", hợp tác với Đại học Công nghệ và Khoa học Đời sống ở Bydgoszcz. Vào ngày 21 tháng 12 năm 2009, hiệu trưởng của Đại học Kazimierz Wielki ở Bydgoszcz (UKW) đã ký một thỏa thuận hợp tác để mở ra một lớp học thuật khác với trường trung học số 6.
Các lớp học của trường trung học cơ sở tập trung vào các ngành khoa học (toán học, tin học, khoa học tự nhiên), tham gia vào các hoạt động được thực hiện bởi các nhà nghiên cứu của trường đại học. Dần dần, trường trung học số 6 trở thành một tổ chức hướng đến các môn khoa học.
Một ý tưởng sáng tạo khác là mở thêm vào năm 2010/2011, các lớp học liên ngành trong các nhóm nhỏ ("Câu lạc bộ") về chủ đề Edward de Bono. Họ cùng tồn tại với bốn câu lạc bộ khác: Kinh tế, Nhân văn, Toán học và Khoa học, hiện thực hóa các hoạt động ngoại khóa. Những lớp học trong các câu lạc bộ, được phát triển với sự cộng tác của Khoa Tâm lý học UKW, được cho là phát triển sự sáng tạo, tư duy phê phán và cải thiện kỹ năng giải quyết vấn đề.
Vào năm học 2015/2016, một lớp bách khoa được thành lập, tập trung vào toán học, vật lý và khoa học máy tính, hợp tác với Đại học Nicolaus Copernicus ở Toruń (tiếng Ba Lan: Uniwersytet Mikołaja Kopernika w Toruniu, UMK), Gdańsk và Đại học Công nghệ.
Trường trung học số 6 tiếp tục thúc đẩy chương trình giáo dục của mình liên kết với các tổ chức khoa học trong khu vực, chẳng hạn như:
- Viện Cơ học và Tin học Ứng dụng UKW (trong tòa nhà Copernicanum);
- Khoa Vật lý, Thiên văn học và Khoa học Máy tính Ứng dụng của Đại học Nicolaus Copernicus ở Toruń;
- Khoa Y Ludwik Rydygier ở Bydgoszcz.

Mục đích của việc liên kết này là để cho phép sinh viên phát triển các kỹ năng nghiên cứu sáng tạo trong các lĩnh vực khoa học. 

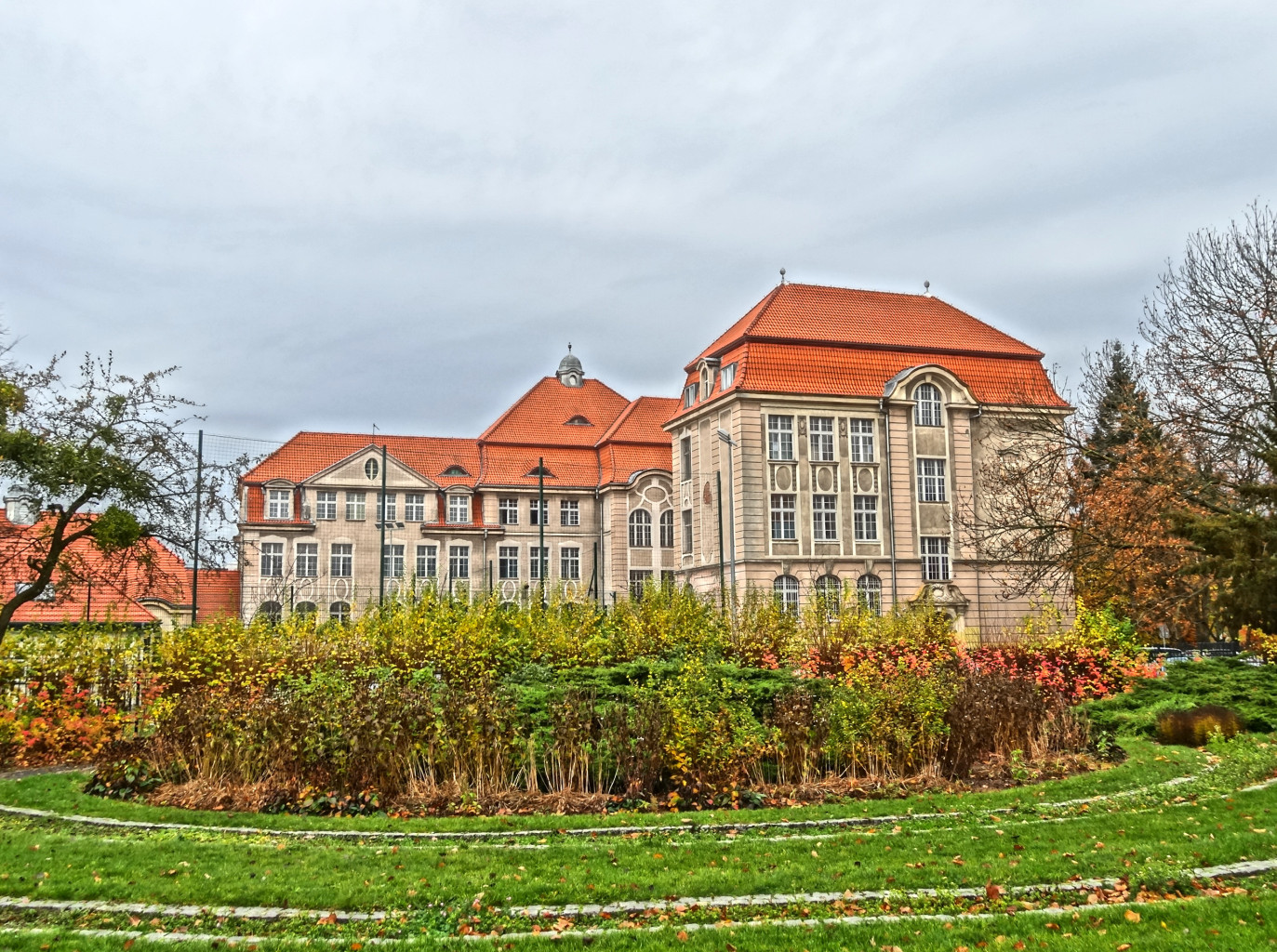
Nhìn từ đường Kopernika

## Hoạt động
Trường trung học số 6 là một thành viên của cộng đồng các trường học eTwinning. eTwinning là một sáng kiến của Ủy ban Châu Âu nhằm khuyến khích các trường châu Âu hợp tác sử dụng Công nghệ thông tin và truyền thông (CNTT-TT) bằng cách cung cấp cơ sở hạ tầng cần thiết (công cụ trực tuyến, dịch vụ, hỗ trợ) cho đội ngũ giảng viên.
Giáo viên của trường thường xuyên tham gia chương trình trao đổi Erasmus +. Trong năm 2015/2016, 18 thành viên của đội ngũ nhân viên đã đi du lịch ở châu Âu để mở rộng kiến thức và trau dồi kỹ năng của họ.
Hàng năm, sinh viên được chuẩn bị cho Olympic Khoa học quốc tế với 20 chủ đề khác nhau, với thành công định kỳ.
Ngoài ra, học sinh của trường còn tham gia các cuộc thi khác nhau, chẳng hạn như
- KFA Klaps, một cuộc thi quốc gia về phim nghiệp dư;[10]
- Cuộc thi hóa học cho các lớp đầu tiên của trường trung học;[11]
- Konkursy Kuratora Oświaty dla Gimnazjalistów dành cho học sinh trung học;[12]
- "Đấu tranh với di truyền học" - dành cho học sinh lớp một;[13]
- Xạ thủ của lời nói.[14]

## Cựu sinh viên đáng chú ý
- Adrianna Biedrzyńska, nữ diễn viên;
- Zbigniew Boniek, cựu cầu thủ và quản lý bóng đá và là người đứng đầu hiện tại của Hiệp hội bóng đá Ba Lan;
- Rafał Bruski, chính trị gia, thị trưởng hiện tại của Bydgoszcz (từ năm 2010);
- Jan Kulchot, doanh nhân và doanh nhân;
- Tomasz Latos, chính trị gia, thành viên của quốc hội Ba Lan (từ năm 2005).

## Kiến trúc
Trường nằm giữa các đường phố sau: Staszica, Lucjana Szenwalda, Kopernika và Władysława Reymonta. Khuôn viên trường bao gồm tòa nhà chính, các cơ sở thể thao ngoài trời (ví dụ như sân bóng rổ và bóng đá).
Tòa nhà chính có hình chữ L, với mặt tiền chính của nó nằm trên đường Staszica. Tòa nhà mang phong cách chiết trung mới và được đăng ký từ năm 1992 trong danh sách di sản Kuyavian-Pomeranian Voivodeship. Nó thường được liên kết với tòa nhà Copernicanum gần đó, được xây dựng vài năm trước đó (1905-1906), cũng tập trung vào các mục đích sư phạm.
Tòa nhà cao 4 tầng trên phố Staszica có hai hiên nhà đứng được lợp bằng hai mái đầu hồi khác nhau. Ở bên phải, một vài cầu thang dẫn tới lối vào chính. Hai bên cầu thang là hai thanh ray được trang trí bằng những chiếc bình được chạm trổ điêu khắc. Cổng vào tự hào với một cửa sổ nhỏ có bản lề phía trên có đèn chiếu sáng hình tròn. Ở tầng trệt, các cánh cửa là đỉnh tròn, với viên đá đầu tiên nhô ra. Tầng trên có lan can, ngăn cách với nhau bằng các mảng điêu khắc dây hoa điêu khắc họa tiết. Trên đỉnh của mái nhà là một sân thượng quan sát, và một tháp pháo lớn gồ ghề.
Ở góc của tòa nhà, nằm giữa hai cánh, là một tòa nhà khiêm tốn, được đặt một tháp pháo khiêm tốn với mái vòm hành tây có mái che.
Tầng mặt đất trên Władysława Reymonta được trang trí phong phú như mặt tiền khác, đặc biệt là với ba cửa sổ trên đỉnh ở tầng cao nhất, được trang hoàng với các họa tiết hoa lớn. Họ còn trang bị thêm cả phòng tập thể dục.
Nội thất trang trí bao gồm trụ cột, trụ gạch, họa tiết trát bằng vữa xtucô, hầm vòm và một phòng thi lớn.

## Thư viện ảnh

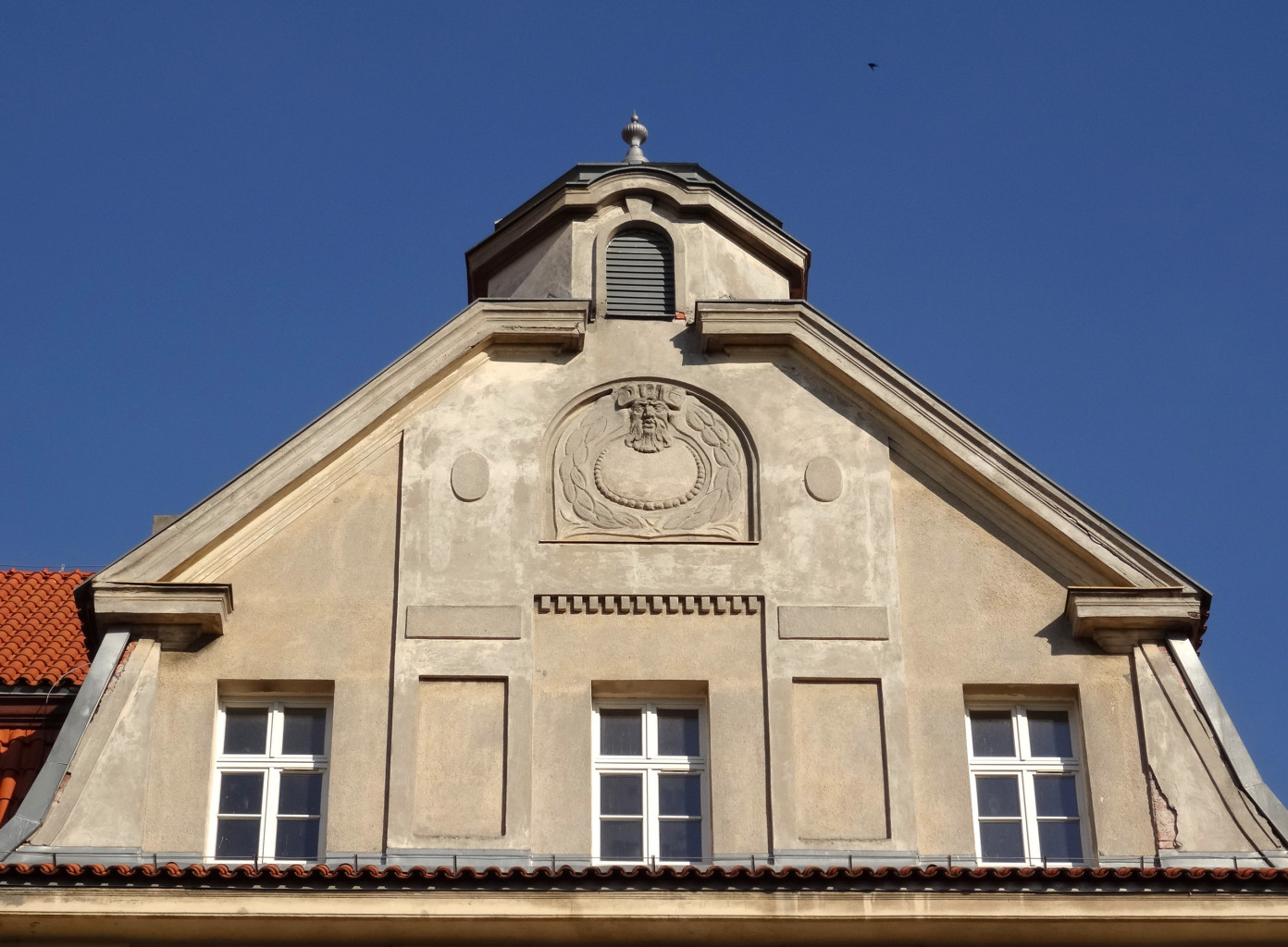
Chi tiết của một đầu hồi
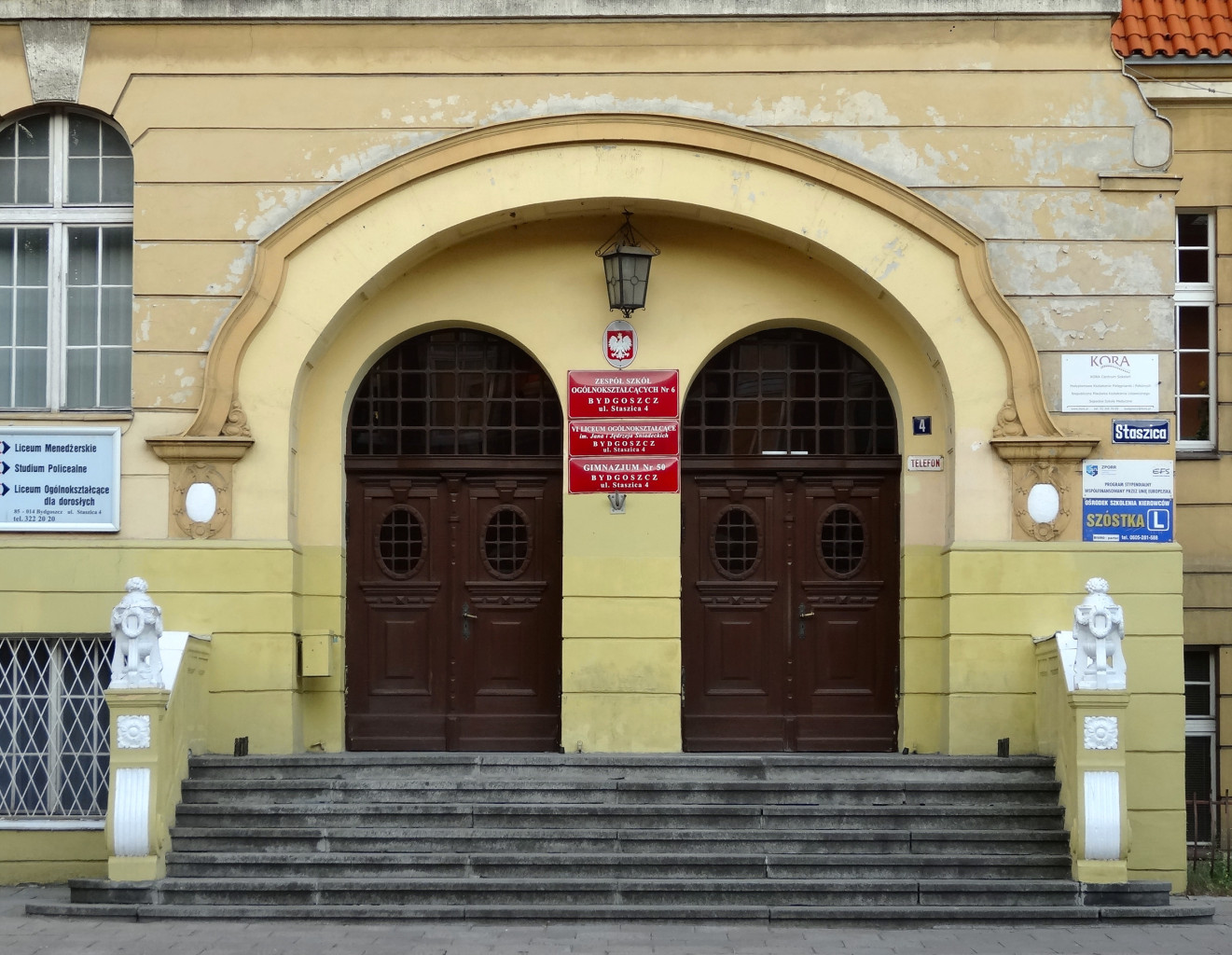
Cổng
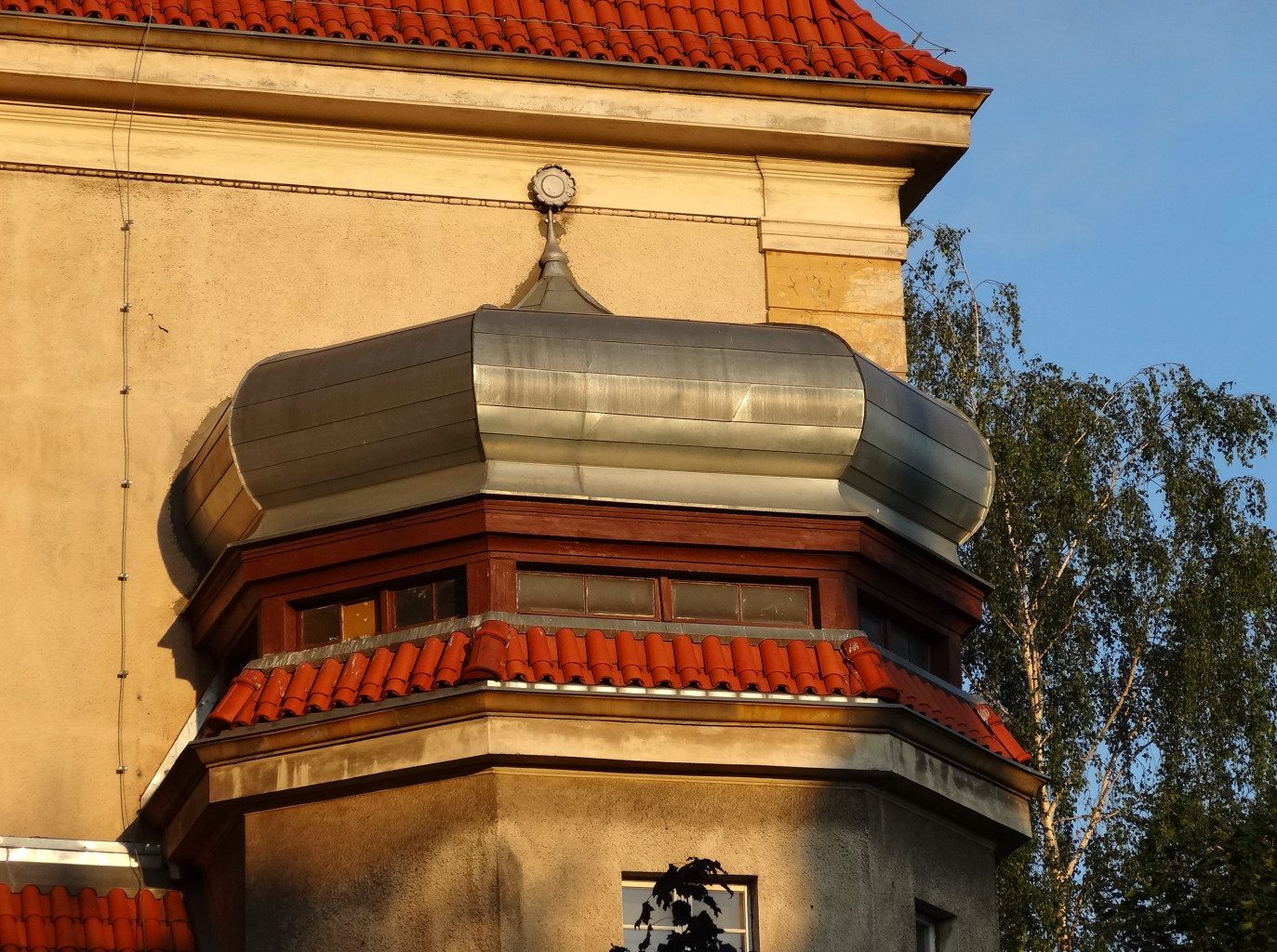
Chi tiết mái vòm
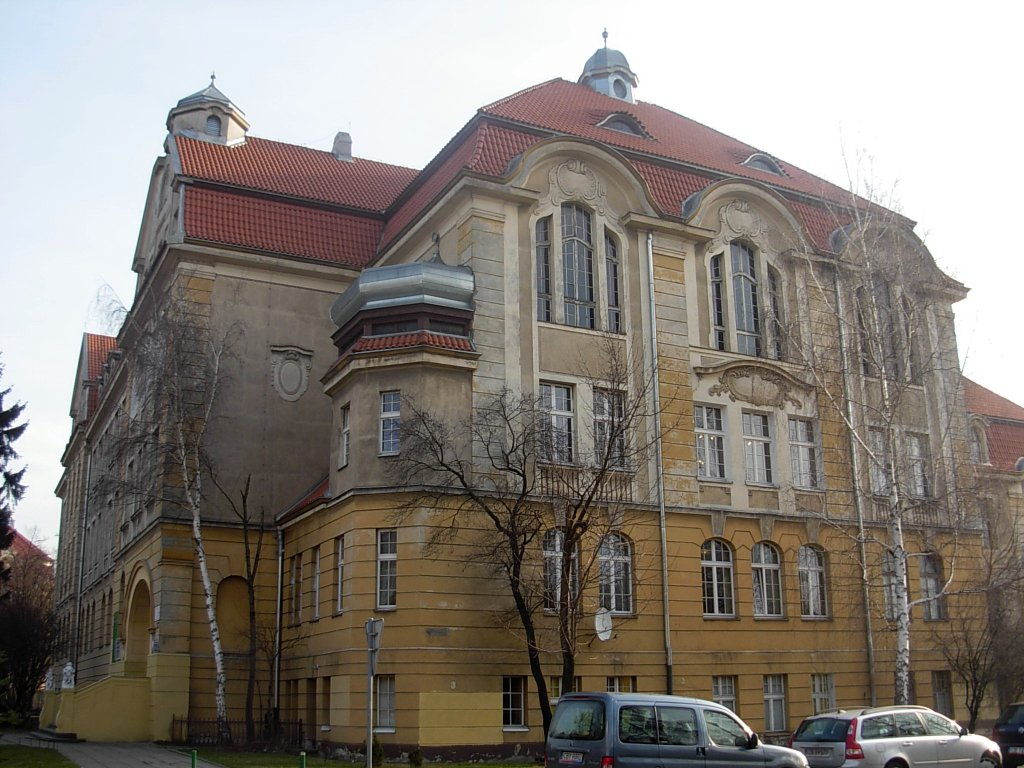
Mặt tiền trên đường Reymonda
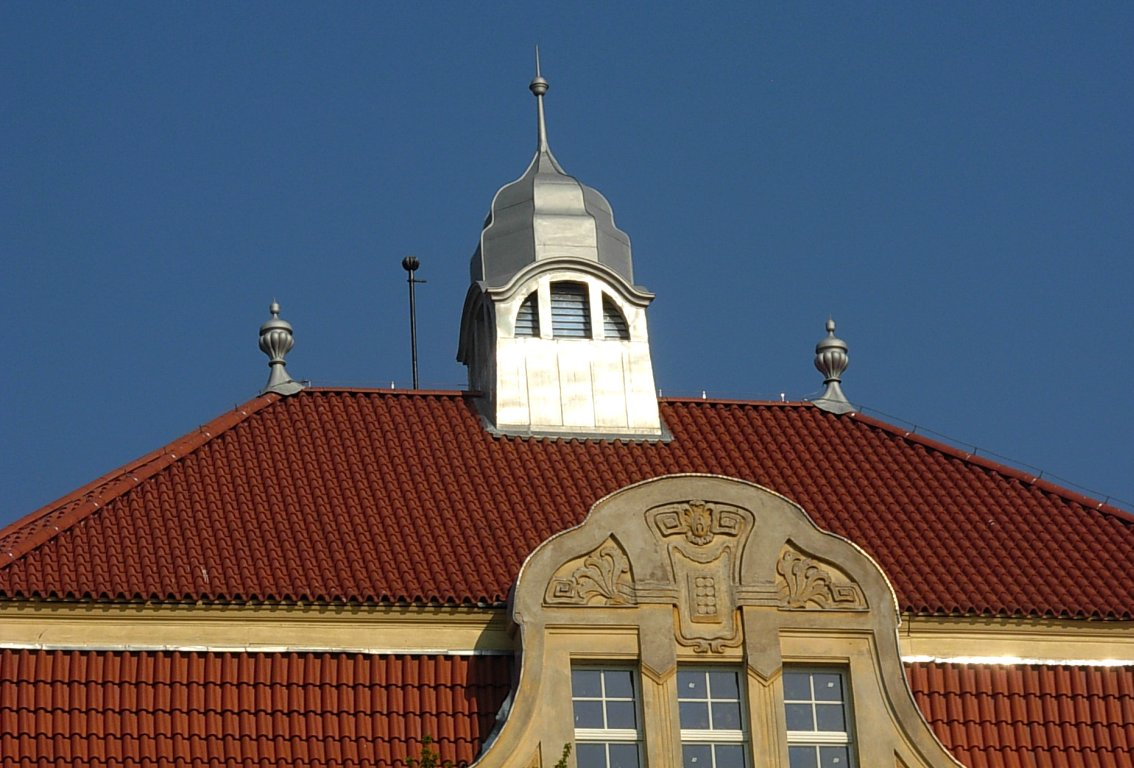
Chi tiết tháp pháo
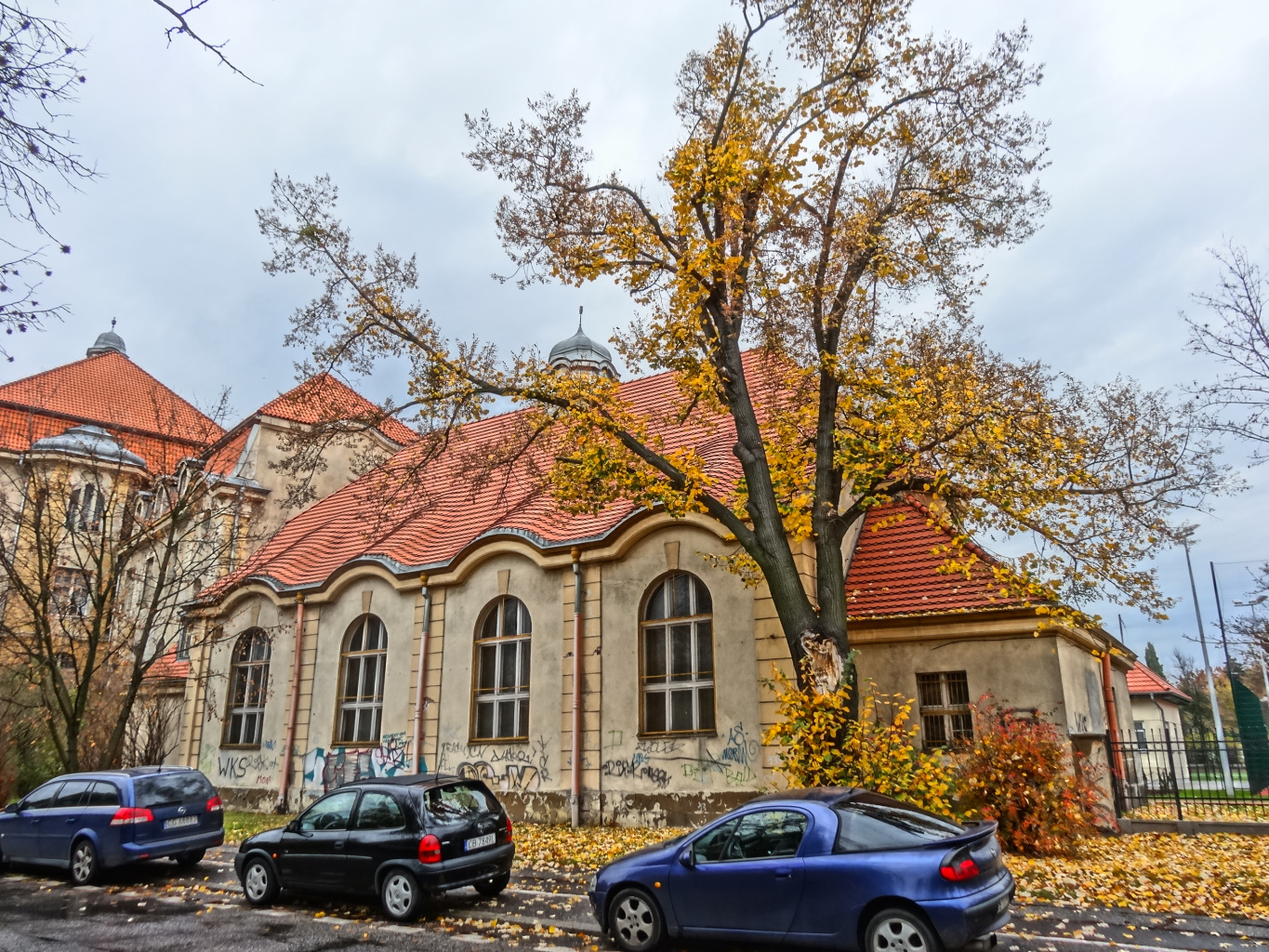
Trường trung học
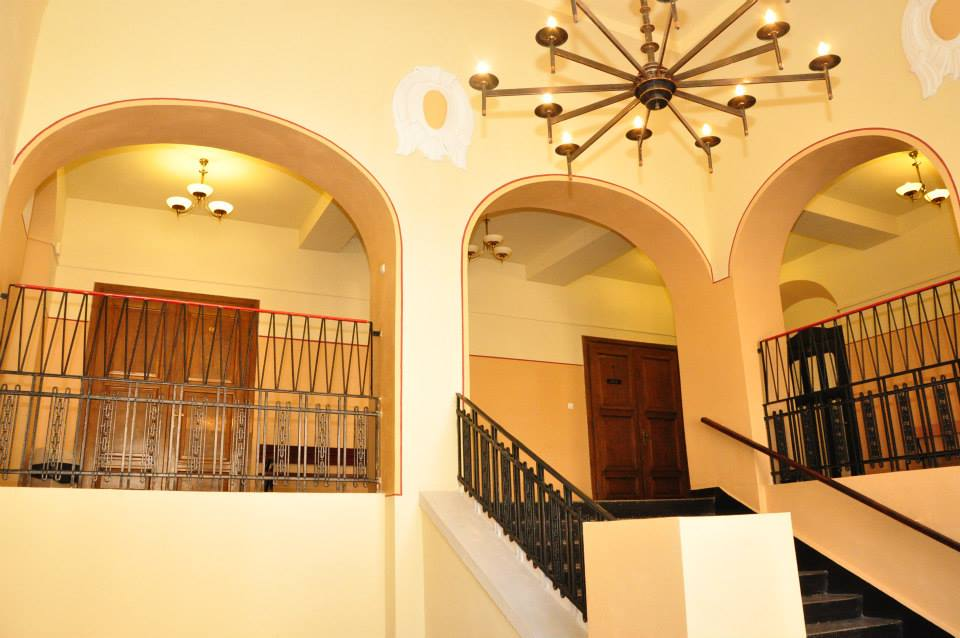
Nội thất, cầu thang chính
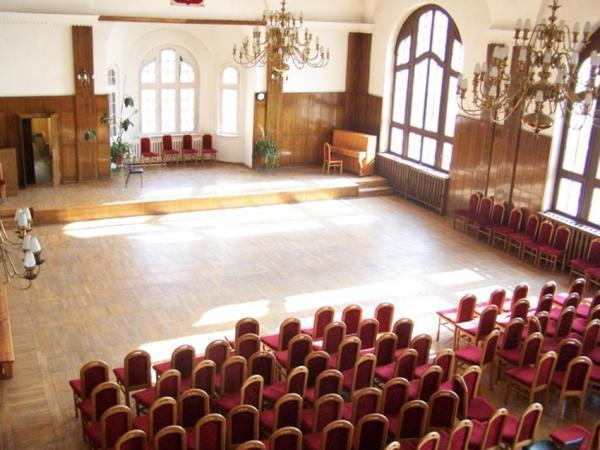
Sảnh chính